# Ana Pauker
Ana Pauker született Hanna Rabinsohn (jiddisül: חנה רבינסון; Codăești, 1893. február 13. – Bukarest, 1960. június 14.) román politikus, a Román Kommunista Párt tagja, külügyminiszter.

## Élete

### Származása, gyermekkora és ifjúsága
Szülei, Szárá Kaufman és Cvi-Hers Rabinsohn, ortodox zsidók voltak, nagyapja rabbi, édesapja nagy tudású, mélyen vallásos rituális mészáros. Hat gyermekük született, ebből négy érte meg a felnőttkort. Ana Pauker már gyerekkorában megtanult héberül, s fiatalon a bukaresti zsidó elemi iskolában vállalt tanári állást. Miközben öccse, Zálmán, vallásos maradt, s a cionista mozgalomban vállalt szerepet, Ana Pauker 1915-től kezdődően elvesztette hitét, és a munkásmozgalom szolgálata mellett döntött.

### Politikai tevékenysége 1945-ig
Gondolkodása folyamatosan radikalizálódott: szociáldemokrata nézeteit már 1918-ban a bolsevizmus eszméi váltják föl. Ekkor ismerkedett meg férjével, Marcel Paukerrel (1896–1938). 1923-ban és 1924-ben a Pauker házaspárt politikai tevékenységükért bebörtönözték. A szabadulásukat követő években (1926–1928) Berlinben, Párizsban és Bécsben éltek. Útjaik 1928-ban váltak el. Ana ekkor Moszkvába utazott, hogy a komintern Nemzetközi Lenin Iskoláját végezze, ahol ekkortájt a nemzetközi kommunista mozgalom vezető funkcionáriusait képezték.
Ana Paukert rövidebb párizsi tartózkodást követően 1935-ben Romániában pártmunka végzése közben letartóztatták. Más vezető kommunista tisztségviselőkkel együtt tíz év börtönbüntetésre ítélték. 1941 májusában fogolycserével szabadult: a szovjet fogságban sínylődő Ion Codreanu moldovai román nacionalista politikusra cserélték.
Ana Pauker úgy töltött be a következő években magas párttisztségeket, hogy közben mit sem tudott általa csupán internáltnak hitt, 1938-ban azonban a Össz-szövetségi Kommunista (bolsevik) Párton belül zajlott leszámolások áldozatául esett férje haláláról. A negyvenes évek elejétől kezdve ő töltötte be a Román Kommunista Párt, illetve az ún. "moszkvai frakció" vezetőjének szerepét. 1944-ben a Vörös Hadsereggel tért vissza hazájába, ahol az első háború utáni kormány tagja lett.

### Politikai tevékenysége 1945-től
1945. januári moszkvai látogatását, majd a jaltai konferenciát (1945. február 4–11.) követően – a „tíz naponként újabb válság” jelszó jegyében, Gheorghe Gheorghiu-Dejzsel együtt – kidolgozta a RKP hatalommegragadásának tervét. Eszerint olyan gazdasági és politikai káoszhelyzetet kell teremteni, amelyben Moszkva ürügyet talál a „beavatkozásra”. 1947 novemberében elmozdították a külügyminiszteri posztról Gheorghe Tătărescut, és Paukert nevezték ki utódjául. Ana Pauker e minőségében a világ első női külügyminisztere. A Time 1948-ban úgy jellemzi, hogy Pauker „the most powerful woman alive“. A külügyi tárcát egészen 1952-ig vezette, amikor is a párton belüli „tisztogatás” áldozatává vált. A Román Munkáspártból való kizárását a párt központi vezetőségének plenáris ülésén (május 26–27.) jelentik be. A párttagfelvételek során elkövetett hibák miatt marasztalták el, továbbá azzal is vádolták, hogy késleltette a kollektivizálást. Kizárták a legfelsőbb pártvezetésből. Pauker július 9-éig tarthatta meg tárcáját, ezt követően rövid ideig börtönbe került. Sztálin halála után szabadult. Házi őrizetben élt, és az Editura Politică könyvkiadó lektora lett. Haláláig e kiadónak szerkesztett, és francia, illetve német nyelvből fordított. Rákban halt meg.
Maradványait a bukaresti Kommunista Hősök Mauzóleumában helyezték el, 1991-ben azonban eltávolították onnan, a család pedig Izraelben temette újra.